# Tạo tiền

Một phần của các bài về Dịch vụ tài chính

Tạo tiền hay còn gọi là phát hành tiền, là quá trình làm tăng cung tiền của một quốc gia, một khu vực kinh tế hoặc lĩnh vực tiền tệ. Trong hầu hết các nền kinh tế hiện đại, các ngân hàng trung ương kiểm soát quá trình tạo tiền. Tiền được ban hành bởi các ngân hàng trung ương được định nghĩa là tiền cơ sở. Ngân hàng trung ương có thể trực tiếp tăng lượng tiền cơ sở bằng cách tham gia vào các nghiệp vụ thị trường mở (mua bán chứng khoán). Tuy nhiên, phần lớn cung tiền được tạo ra bởi hệ thống ngân hàng thương mại dưới dạng tiền gửi ngân hàng. Các ngân hàng thương mại phát hành khoản vay thực hiện dự trữ một phần khiến lượng tiền mở rộng nhiều hơn lượng tiền cơ sở ban đầu do ngân hàng trung ương phát hành.
Các ngân hàng trung ương giám sát lượng tiền trong nền kinh tế bằng cách đo lường tổng lượng tiền đang lưu thông (được gọi là tiền mở rộng), gồm tiền mặt và tiền gửi ngân hàng. Việc phát hành tiền diễn ra khi tổng lượng tiền đang lưu thông tăng lên. Các cơ quan chính quyền, bao gồm ngân hàng trung ương và các cơ quan quản lý tài chính khác có thể sử dụng những chính sách như tỷ lệ dự trữ bắt buộc và tỷ lệ an toàn vốn để tác động đến lượng tiền mở rộng được tạo ra bởi các ngân hàng thương mại.

## Cung ứng tiền tệ
Bài báo: Cung ứng tiền tệ
Thuật ngữ "cung tiền" thường biểu thị tổng tài sản tài chính an toàn mà các hộ gia đình và doanh nghiệp có thể dùng để thanh toán hoặc tích trữ như một khoản đầu tư ngắn hạn.Cung tiền được đo lường bằng việc sử dụng phương pháp gọi là "cung ứng tiền tệ", được xác định phù hợp với mức độ thanh khoản tương ứng của chúng. Ví dụ, tại Mỹ:

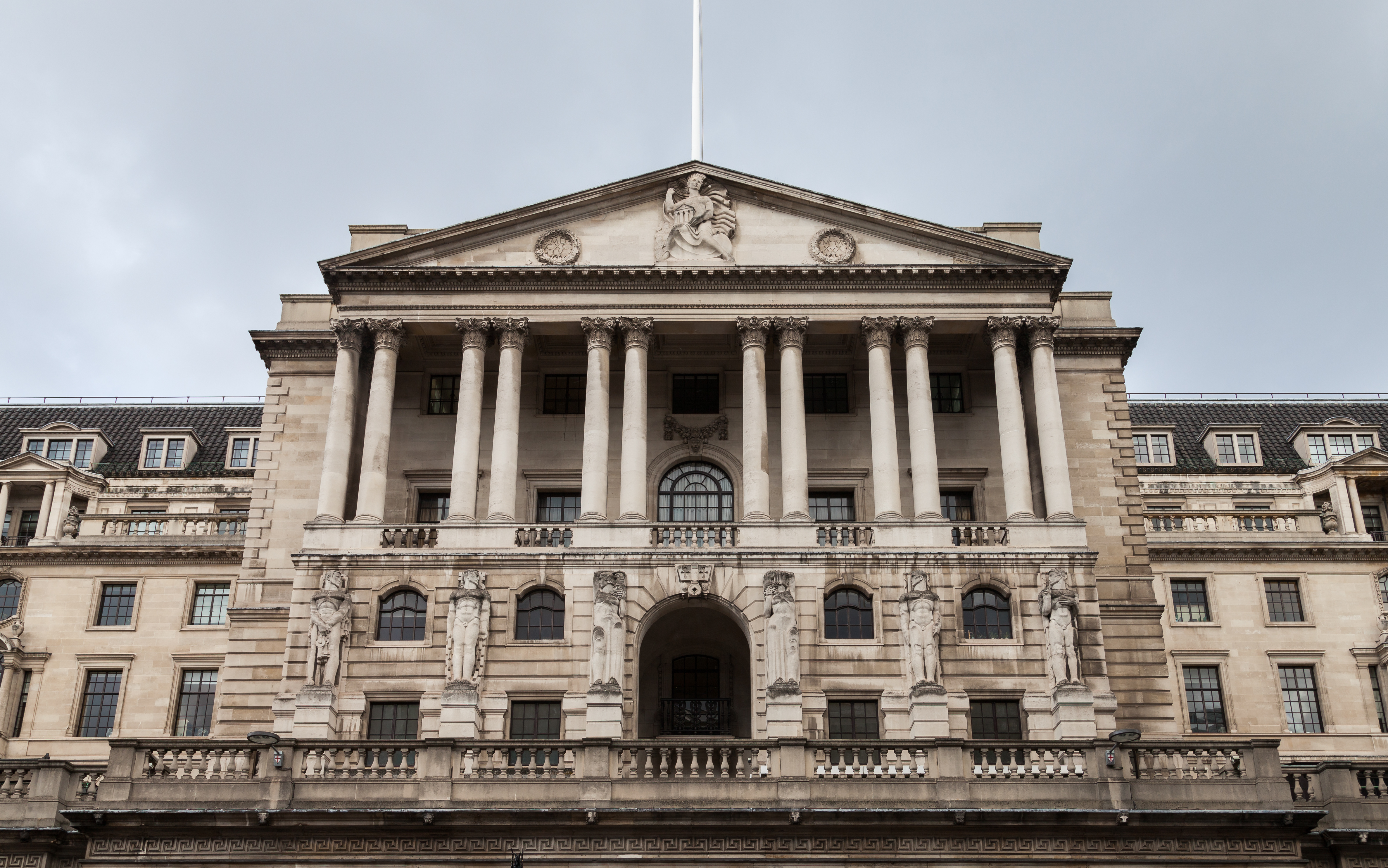
Một phần của các bài về Kinh tế vĩ mô

- M0: Tổng lượng tiền mặt bao gồm cả tiền đúc. M0 = tín phiếu dự trữ liên bang + tiền giấy Mỹ + Tiền xu. Nó không liên quan đến việc tiền tệ được dự trữ bên trong hay bên ngoài hệ thống ngân hàng tư nhân.
- M1: Tổng lượng tiền M0 (tiền mặt / tiền xu) bên ngoài hệ thống ngân hàng tư nhân cộng với lượng tiền gửi không kỳ hạn, chi phiếu của du khách và các khoản tiền gửi không kỳ hạn khác
- M2: M1 + hầu hết các tài khoản tiết kiệm, tài khoản thị trường tiền tệ, các quỹ tương hỗ thị trường tiền tệ bán lẻ và tiền gửi có kỳ hạn mệnh giá nhỏ (chứng chỉ tiền gửi dưới 100.000 USD).

Cung tiền được cho là tăng thông qua các hoạt động của các cơ quan chính quyền, ngân hàng trung ương quốc gia, và ngân hàng thương mại.

## Ngân hàng trung ương tạo tiền

### Ngân hàng trung ương
Bài báo: Ngân hàng trung ương
Ngân hàng trung ương của một quốc gia là cơ quan thi hành chính sách tiền tệ. Nhiệm vụ của ngân hàng trung ương thường gồm một trong ba mục tiêu sau đây hoặc kết hợp cả ba theo thứ tự ưu tiên khác nhau, tùy thuộc vào quốc gia hoặc khu vực: Ổn định giá cả, tức là đặt mục tiêu lạm phát; tạo điều kiện thuận lợi cho tối đa hóa việc làm trong nền kinh tế; đảm bảo lãi suất vừa phải, dài hạn.
Ngân hàng trung ương là cơ quan của chính phủ và cung cấp cho chính phủ một loạt các dịch vụ ở mức độ vận hành như quản lý tài khoản Kho bạc nhà nước và cũng hoạt động như một tổ chức tài chính (ví dụ: tổ chức các cuộc đấu giá), đại lý thanh toán và cơ quan đăng ký trái phiếu. Ngân hàng trung ương không thể mất khả năng thanh toán nợ. Tuy nhiên, ngân hàng trung ương có thể mất khả năng thanh toán đối với các khoản nợ phải trả bằng ngoại tệ.
Thực tế, các ngân hàng trung ương hoạt động ở mọi quốc gia trên thế giới, trừ một vài ngoại lệ. Có một số nhóm quốc gia thông qua thỏa thuận thành lập một tổ chức độc lập hoạt động như ngân hàng trung ương của họ, chẳng hạn là tổ chức các quốc gia Trung Phi, tất cả đều có chung ngân hàng trung ương là Ngân hàng các quốc gia Trung Phi ; hoặc các liên minh tiền tệ như Khu vực đồng euro, qua đó các quốc gia vẫn giữ ngân hàng trung ương của họ nhưng phải tuân theo các chính sách của tổ chức trung ương là Ngân hàng Trung ương Châu Âu. Các tổ chức ngân hàng trung ương thường độc lập với cơ quan hành pháp chính phủ.
Các hoạt động của ngân hàng trung ương ảnh hưởng trực tiếp đến lãi suất, thông qua việc kiểm soát lãi suất cố định, và ảnh hưởng gián tiếp đến giá cổ phiếu, sự giàu có của nền kinh tế và tỷ giá hối đoái của tiền định danh trong nước. Những người theo trường phái trọng tiền và một số người Áo cho rằng ngân hàng trung ương nên kiểm soát nguồn cung tiền thông qua các hoạt động tiền tệ của mình. Những người chỉ trích quan điểm chính thống cho rằng các hoạt động của ngân hàng trung ương có thể ảnh hưởng nhưng không kiểm soát được cung tiền.

### Nghiệp vụ thị trường mở
Nghiệp vụ thị trường mở (OMOs) liên quan đến việc ngân hàng trung ương mua và bán chứng khoán trên thị trường mở. OMOs về cơ bản là trao đổi một loại tài sản tài chính với loại khác; khi ngân hàng trung ương mua trái phiếu được phát hành bởi các ngân hàng hoặc khu vực tư nhân, lượng tiền dự trữ trong các ngân hàng sẽ tăng lên trong khi trái phiếu của các ngân hàng hoặc công chúng giảm. Các nghiệp vụ tạm thời thường được sử dụng để giải quyết các nhu cầu dự trữ được xem là nhất thời xảy ra, trong khi các nghiệp vụ vĩnh viễn điều tiết các yếu tố dài hạn thúc đẩy việc mở rộng bảng cân đối kế toán của ngân hàng trung ương; yếu tố chính như thế thường là xu hướng tăng cung tiền trong nền kinh tế. Trong số các hoạt động tạm thời, nghiệp vụ thị trường mở là các thỏa thuận mua lại (repos) hoặc các giao dịch mua ngược lại, trong khi các nghiệp vụ vĩnh viễn liên quan đến việc mua hoặc bán chứng khoán dứt khoát. Mỗi một hoạt động trên thị trường mở do ngân hàng trung ương thực hiện đều ảnh hưởng đến bảng cân đối kế toán của nó. Each open-market operation by the central bank affects its balance sheet.

### Chính sách tiền tệ
Bài báo: Chính sách tiền tệ
Chính sách tiền tệ là quá trình mà cơ quan tiền tệ của một đất nước, thường là ngân hàng trung ương (hoặc hội đồng tiền tệ), quản lý mức lãi suất ngắn hạn và ảnh hưởng đến tính khả dụng và chi phí của tín dụng trong nền kinh tế, cũng như toàn bộ hoạt động kinh tế.
Các ngân hàng trung ương thường thi hành chính sách tiền tệ thông qua các nghiệp vụ thị trường mở. Việc cho vay để tăng lượng tiền dự trữ trong ngân hàng được gọi là "nới lỏng tiền tệ". Một quá trình nới lỏng tiền tệ đặc biệt được gọi là "nới lỏng định lượng", với mục đích kích thích nền kinh tế bằng cách tăng thanh khoản và thúc đẩy hoạt động cho vay của ngân hàng.

### Tiền mặt
Ngân hàng trung ương hoặc các cơ quan nhà nước có thẩm quyền khác (chẳng hạn như bộ tài chính), thường được trao quyền để tạo ra loại tiền mặt mới, là tiền dưới dạng giấy và tiền xu, để đáp ứng nhu cầu rút tiền mặt của các ngân hàng thương mại và thay thế cho tiền bị rách nát, hư hỏng. Chính vì điều đó, quá trình này không làm tăng cung tiền; thuật ngữ "in tiền [mới]" được xem là không chính xác.
Trong các nền kinh tế hiện đại, nguồn tiền mở rộng dưới dạng tiền mặt tương đối ít.

## Vai trò của ngân hàng thương mại
Bài báo: Số nhân tiền tệ
Khi các ngân hàng thương mại cho vay tiền, họ mở rộng lượng tiền gửi ngân hàng.  Hệ thống ngân hàng có thể mở rộng cung tiền của một nước hơn lượng tiền do ngân hàng trung ương tạo hoặc đặt làm mục tiêu, việc tạo ra phần lớn tiền mở rộng trong một quá trình được gọi là hiệu ứng số nhân.
Các ngân hàng bị giới hạn tổng số tiền họ có thể cho vay bởi tỷ lệ an toàn vốn tối thiểu và tỷ lệ dự trữ bắt buộc của họ. Tỷ lệ dự trữ bắt buộc yêu cầu các ngân hàng phải giữ tỷ lệ phần trăm tiền gửi của họ ở mức tối thiểu đã được quy định sẵn trong một tài khoản tại ngân hàng trung ương. Lý thuyết cho rằng, trong hệ thống ngân hàng dự trữ một phần thì các ngân hàng thường chỉ dự trữ một phần nhỏ tiền gửi của họ nên khoản vay ngân hàng ban đầu tạo ra nhiều tiền hơn so với khoản mà ngân hàng đã cho vay lúc đầu.
Tỷ lệ cho vay so với tiền gửi tối đa là tỷ lệ dự trữ bắt buộc RRR, được quy định bởi ngân hàng trung ương, như
{\displaystyle {\mathit {RRR}}={\frac {R}{D}}}
trong đó R là dự trữ và D là tiền gửi.
Thay vì giữ cố định lượng tiền cơ sở, các ngân hàng trung ương gần đây đã theo đuổi lãi suất mục tiêu để kiểm soát việc phát hành tín dụng của ngân hàng một cách gián tiếp, do đó mức giá cao nhất của số nhân tiền không áp đặt giới hạn lên việc tạo tiền trên thực tế.

## Thuyết tiền tệ tín dụng
Giả thuyết dự trữ một phần làm cung tiền bị giới hạn bởi số nhân tiền đã bị chỉ trích ngày càng nhiều kể từ cuộc khủng hoảng tài chính giai đoạn 2007-2008. Người ta quan sát thấy rằng dự trữ ngân hàng không phải là một yếu tố hạn chế vì các ngân hàng trung ương cung cấp nhiều khoản dự trữ hơn mức cần thiết và do các ngân hàng đã có thể tăng cường khoản dự trữ bổ sung khi cần thiết. Nhiều nhà kinh tế học và chủ ngân hàng hiện nay tin rằng lượng tiền lưu thông chỉ bị giới hạn bởi nhu cầu cho vay, chứ không phải bởi dự trữ bắt buộc.
Một nghiên cứu về phần mềm ngân hàng chứng minh rằng ngân hàng không làm gì khác ngoài việc chuyển tiền vào hai tài khoản khi họ ban hành một khoản cho vay. Quan sát cho thấy dường như không có giới hạn đối với số lượng tiền tín dụng mà các ngân hàng có thể bơm vào lưu thông, cách này đã mang đến thành ngữ phổ biến rằng "Ngân hàng đang tạo ra tiền từ hư không". Động cơ chính xác đằng sau việc tạo ra tiền của ngân hàng thương mại vẫn đang là một vấn đề gây tranh cãi. Năm 2014, một nghiên cứu có tựa đề là "Liệu các ngân hàng có thể tự tạo ra tiền từ con số không? - Các lý thuyết và bằng chứng thực nghiệm" đã kiểm tra thực nghiệm cách thức mà loại tiền này được tạo ra thông qua việc theo dõi thông tin nội bộ của một ngân hàng hợp tác:
Nghiên cứu này xác minh cho lần thực nghiệm đầu tiên rằng các ngân hàng tự tạo ra tiền từ hư không. Nguồn cung tiền được tạo ra như "bụi tiên" do các ngân hàng tự tay làm nên "từ hư không".

Lý thuyết tiền tệ tín dụng, do Joseph Schumpeter khởi xướng, khẳng định vai trò trung tâm của các ngân hàng với tư cách là nhà sáng tạo và phân phối cung tiền, và phân biệt giữa "tạo ra tín dụng hiệu quả" (cho phép tăng trưởng kinh tế không lạm phát ngay cả khi toàn dụng lao động, với sự hiện diện của công nghệ tiến bộ) và "tạo ra tín dụng không hiệu quả" (dẫn đến lạm phát của nhiều loại giá cả tiêu dùng hoặc tài sản).
Mô hình cho vay của ngân hàng được kích thích thông qua hoạt động của ngân hàng trung ương (chẳng hạn như "nới lỏng tiền tệ") đã bị người theo thuyết tân Keynes và trường phái Hậu Keynes cũng như các ngân hàng trung ương bác bỏ. Lập luận chủ yếu được đưa ra bởi lối phân tích khác biệt về quan điểm là bất kỳ hành vi mở rộng bảng cân đối tài sản (ví dụ: thông qua một khoản vay mới) khiến ngân hàng thâm hụt tiền dự trữ bắt buộc có thể ảnh hưởng đến lợi nhuận mà ngân hàng mong đợi từ khoản cho vay, do có thêm chi phí phát sinh mà ngân hàng sẽ cam kết hoàn trả trong tỷ lệ giới hạn - nhưng không phải là như vậy và "sẽ không bao giờ cản trở khả năng cho vay của ngân hàng ngay lúc đầu". Ban đầu, các ngân hàng cho vay và sau đó bổ sung tỷ lệ dự trữ của họ: Quyết định có cho vay hay không nói chung là độc lập khoản dự trữ của họ với ngân hàng trung ương hoặc tiền gửi từ khách hàng; dù sao thì các ngân hàng cũng không cho vay khoản tiền gửi hoặc tiền dự trữ. Các ngân hàng cho vay dựa trên các tiêu chí,ví dụ như tình trạng kinh doanh của khách hàng, triển vọng của khoản vay, và/hoặc tình hình kinh tế tổng thể.

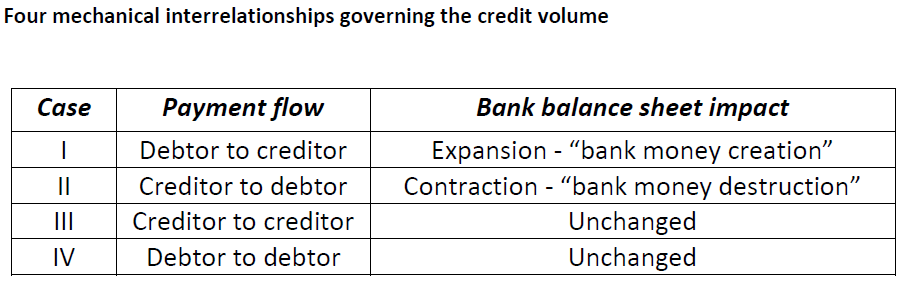
Theo "cơ chế tín dụng" sự mở rộng tiền ngân hàng hoặc tiêu hủy (hoặc sự không thay đổi) phụ thuộc vào luồng thanh toán

## Huy động vốn tài chính

### Chính sách
"Huy động vốn tài chính", cũng là "tiền tệ hóa nợ", xảy ra khi ngân hàng trung ương của đất nước mua nợ chính phủ. Theo phân tích chính thống, nó được coi là nguyên nhân gây ra lạm phát và thường là siêu lạm phát. Olivier Blanchar, cựu chuyên gia kinh tế trưởng của IMF, khẳng định rằng 
các chính phủ không tạo ra tiền và ngân hàng trung ương cũng không. Nhưng với sự hợp tác của ngân hàng trung ương, chính phủ có thể tự cung bằng cách tạo tiền. Họ có thể phát hành trái phiếu và yêu cầu ngân hàng trung ương mua chúng. Sau đó, ngân hàng trung ương thanh toán cho chính phủ bằng số tiền mà họ tạo ra, và đến lượt chính phủ lại sử dụng số tiền đó để hỗ trợ tài chính cho mức thâm hụt. Quá trình này được gọi là tiền tệ hóa thâm hụt ngân sách.
 Mô tả của quá trình khác trong phân tích phi chính thống. Những người theo thuyết tiền tệ hiện đại tuyên bố: 
ngân hàng trung ương không có lựa chọn kiếm tiền từ bất kỳ khoản nợ chính phủ chưa thanh toán nào hoặc nợ chính phủ mới phát hành ... Miễn là ngân hàng trung ương có nhiệm vụ duy trì mục tiêu lãi suất ngắn hạn, quy mô mua và bán nợ chính phủ không phải là tùy ý. Vấn đề thiếu kiểm soát của ngân hàng trung ương đối với lượng dự trữ nhấn mạnh khả năng kiếm tiền từ nợ là không thể. Ngân hàng trung ương không thể kiếm tiền từ nợ chính phủ bằng cách mua chứng khoán của chính phủ theo ý muốn vì làm như vậy sẽ khiến lãi suất mục tiêu ngắn hạn giảm xuống 0 hoặc xuống bất kỳ tỷ lệ hỗ trợ nào mà nó có thể giữ nguyên cho dự trữ vượt mức.

### Ngăn cấm
Huy động vốn tài chính từng là chính sách tiền tệ tiêu chuẩn ở nhiều quốc gia như Canada hoặc Pháp, trong khi ở những quốc gia khác, nó đã và vẫn đang bị cấm. Trong Khu vực đồng tiền Euro, Điều 123 của Hiệp ước Lisbon nghiêm cấm Ngân hàng Trung ương Châu Âu cấp vốn cho các tổ chức công và chính quyền bang. Tại Nhật Bản, ngân hàng trung ương của quốc gia này "thường xuyên" mua khoảng 70% nợ chính phủ được phát hành mỗi tháng và sở hữu khoảng 440 nghìn tỷ JP ¥ (khoảng 4 tỷ USD) tính đến tháng 10 năm 2018, hoặc hơn 40% tổng số trái phiếu chính phủ đang lưu hành. Tại Hoa Kỳ, Đạo luật Dự trữ Liên bang năm 1913 cho phép các ngân hàng liên bang trực tiếp mua chứng khoán ngắn hạn từ Kho bạc, để tạo điều kiện thuận lợi cho quá trình quản lý tiền mặt. Đạo luật Ngân hàng năm 1935 cấm ngân hàng trung ương trực tiếp mua chứng khoán Kho bạc và chỉ cho phép mua bán chúng "trên thị trường mở". Năm 1942, trong thời chiến, Quốc hội đã sửa đổi các điều khoản của Đạo luật Ngân hàng để cho phép các ngân hàng liên bang mua nợ chính phủ, với tổng số tiền mà họ nắm giữ "không được vượt quá 5 tỷ đô la". Sau chiến tranh, quyền miễn trừ đã được gia hạn với những giới hạn về thời gian, cho đến khi nó được phép hết hạn vào tháng 6 năm 1981.